# Гарнітура
Гарніту́ра (англ. typeface, від нім. Garnitur — комплект) — сімейство накреслень шрифтів, що мають спільні стильові особливості та різні деталі рисунка знаків (у деяких випадках гарнітура складається з одного накреслення). Як назву гарнітури часто використовують ім'я художника, який спроєктував її або її прототип. Наприклад, ITC Garamond Bold Condensed Italic означає версію ITC Garamond з жирним, стиснутим, курсивним накресленням. Цей шрифт відрізняється від ITC Garamond Condensed Italic і ITC Garamond Bold Condensed, але всі вони належать до гарнітури ITC Garamond. ITC Garamond, Adobe Garamond і Monotype Garamond — це різні гарнітури. Всі вони є варіантами оцифровування гарнітури Garamond, створеної в XVI столітті. Існує тисячі різних гарнітур, разом з тим, постійно створюються нові.
У гарнітурі з декількох накреслень зазвичай одне (основне) призначене для набору основного тексту, а інші — для смислових виділень у тексті та набору заголовків.
Кожен шрифт є набором гліфів, кожен з яких представляє окрему літеру, цифру, розділовий знак або інший символ. Один і той самий гліф може використовуватися для символів з різних писемностей, наприклад, латинська велика буква A виглядає так само, як і кирилична велика А та грецька велика альфа. Існують шрифти, призначені для спеціальних застосувань, таких як картографія, астрологія чи математика.

## Накреслення шрифту
Накреслення шрифту — це видозміна символів певної гарнітури шрифту. Існує 5 типів зміни накреслення, які залежать від того, що саме і як змінюється в символі:
- за нахилом і характером вічка: пряме, похиле, курсив;
- за насиченістю: світлі, суперсвітлі, напівгрубі, грубі;
- за щільністю: стиснуті, нормальні, широкі;
- за заповненістю: контурні, відтінені, заштриховані;
- за модифікацією тексту: нижнє підкреслення, одинарне або подвійне закреслення, зсув під або над базову лінію шрифту[3].

## Термінологія
У професійній типографіці термін «гарнітура» не є взаємозамінним зі словом «шрифт», оскільки термін «шрифт» історично визначався як алфавіт і пов'язані з ним символи в єдиному розмірі. Наприклад, 8-пунктовий Caslon Italic був одним шрифтом, а 10-пунктовий Caslon Italic — іншим. Історично шрифти мали певні розміри, які визначали розмір символів, а також кількість літер або кількість кожної наданої літери. Дизайн символів у шрифті враховував усі ці фактори.

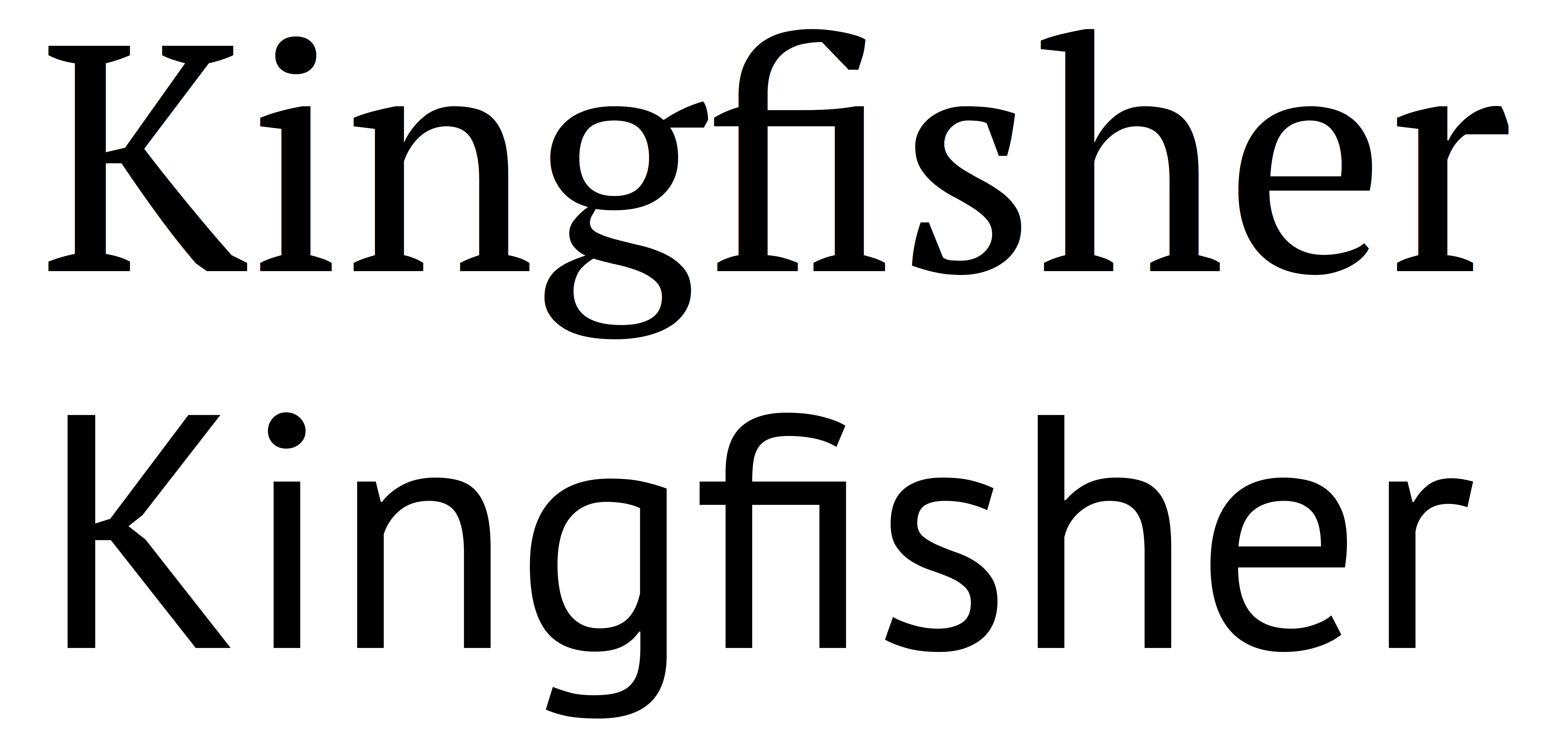
PT Serif (угорі) і PT Sans (унизу) із суперсімейства шрифтів PT, що показує схожість у структурі букв

Зі збільшенням діапазону дизайнів шрифтів і розширенням вимог видавців протягом століть, шрифти певної ваги (чорнота або легкість) і стилістичні варіанти (найчастіше звичайні або латинські, відмінні від курсива, а також згущені) призвели до створення сімейств шрифтів, колекції тісно пов'язаних дизайнів шрифтів, які можуть включати сотні стилів. Сімейство шрифтів, як правило, є групою споріднених шрифтів, які відрізняються лише вагою, орієнтацією, шириною тощо, але не дизайном. Наприклад, Times — це сімейство шрифтів, тоді як Times Roman, Times Italic і Times Bold — це окремі шрифти, що входять до сімейства Times. Сімейства шрифтів зазвичай включають кілька шрифтів, хоча деякі, наприклад Helvetica, можуть складатися з десятків шрифтів.
Перші «розширені» сімейства шрифтів, які включали широкий діапазон ширини та ваги в одному загальному стилі, з'явилися на початку 1900-х років, починаючи з Cheltenham від ATF (1902—1913), з початковим дизайном Бертрама Ґросвенора Ґудг’ю та багатьох додаткових шрифтів, розроблених Моррісом Фуллером Бентоном. Пізніші приклади — Futura, Lucida, ITC Officina. Деякі стали суперсімействами внаслідок відродження, наприклад Linotype Syntax, Linotype Univers; тоді як інші мають альтернативні стилі, розроблені як сумісні заміни один одного, наприклад Compatil, Generis.
Суперсімейства шрифтів почали з'являтися, коли словолитні почали включати шрифти зі значними структурними відмінностями, але деякими дизайнерськими зв'язками, під однаковою загальною назвою. Ймовірно, перше суперсімейство створено, коли Морріс Фуллер Бентон 1910 року створив Clearface Gothic для ATF, супутник без засічок до наявного (із засічками) Clearface. Суперсімейство не включає абсолютно різні дизайни, пов'язані лише назвою сімейства, що було б суто маркетинговим, а не дизайнерським ходом: Caslon Antique, Futura Black і Futura Display структурно не пов'язані зі сімействами Caslon і Futura, відповідно, зазвичай типографи не вважають їх частиною цих сімейств, попри їхні назви.
Розмір гарнітур і шрифтів традиційно вимірюється в пунктах. Пункт у різний час визначали по-різному; нині популярним є визначення Desktop Publishing — 1⁄72 дюйма (0,0139 дюйма або 0,35 мм). Якщо вказано типографічні розміри (пункти), висота ем-квадрата, невидимого прямокутника, яка зазвичай трохи більша за відстань від найвищого до найнижчого виносних елементів, масштабується, щоб дорівнювати вказаному розміру. Наприклад, якщо для Helvetica встановлено 12 пунктів, ем-квадрат, визначений у шрифті Helvetica, масштабується до 12 пунктів або 1⁄6 дюйма або 4,2 мм.

## Пропорційність
Пропорційний шрифт містить зображення символів різної ширини, а моноширинний (не-пропорційний або фіксованої ширини) шрифт використовує одну стандартну ширину для всіх символів.
Моноширинні шрифти краще підходять для деяких цілей, оскільки їхні символи вишиковуються в чіткі, рівномірні стовпчики. Жоден символ не має більшої ваги, ніж інший. Більшість друкарських машинок з ручним керуванням використовують моноширинні шрифти. Так само, як і комп'ютерні дисплеї, що відображають лише текст, та графічні процесори третього і четвертого поколінь ігрових консолей, які сприймають екран як рівномірну сітку символьних клітинок.